# Luigia Abbadia
Luigia Abbadia (Génova, 1821 - Roma, 1896) foi uma cantora mezzosoprano de ópera de origem italiana. Ela exerceu também como professora de canto, e é a filha do compositor e director Natale Abbadia.

## Biografia
Nasceu em Génova, e estudou canto com o seu pai. Em 1836 estreia em Sassari com a ópera Semiramide de Rossini, e mais tarde, em 1838, interpretou a parte Agnese de Beatrice di Tenda de Bellini, em Mantova. Cedo conseguiu consagrar-se como uma cantora de ópera de renome, e realizou actuações por Itália e pelo estrangeiro. Giovanni Pacini compôs para ela a ópera Saffo, a qual representou em Nápoles em 1840, e Gaetano Donizetti fez o próprio com Maria Padilla na ópera homónima, representada em Milão em 1841. Foi uma apreciada intérprete de óperas de Verdi e de Wagner.
Luigia Abbadia abandonou os palcos em 1870, e foi a fundadora de uma importante escola de canto em Milão, a qual formou a artistas tais como a mezzosoprano Giuseppina Pasqua ou o tenor De Negri.